# American Alsatian

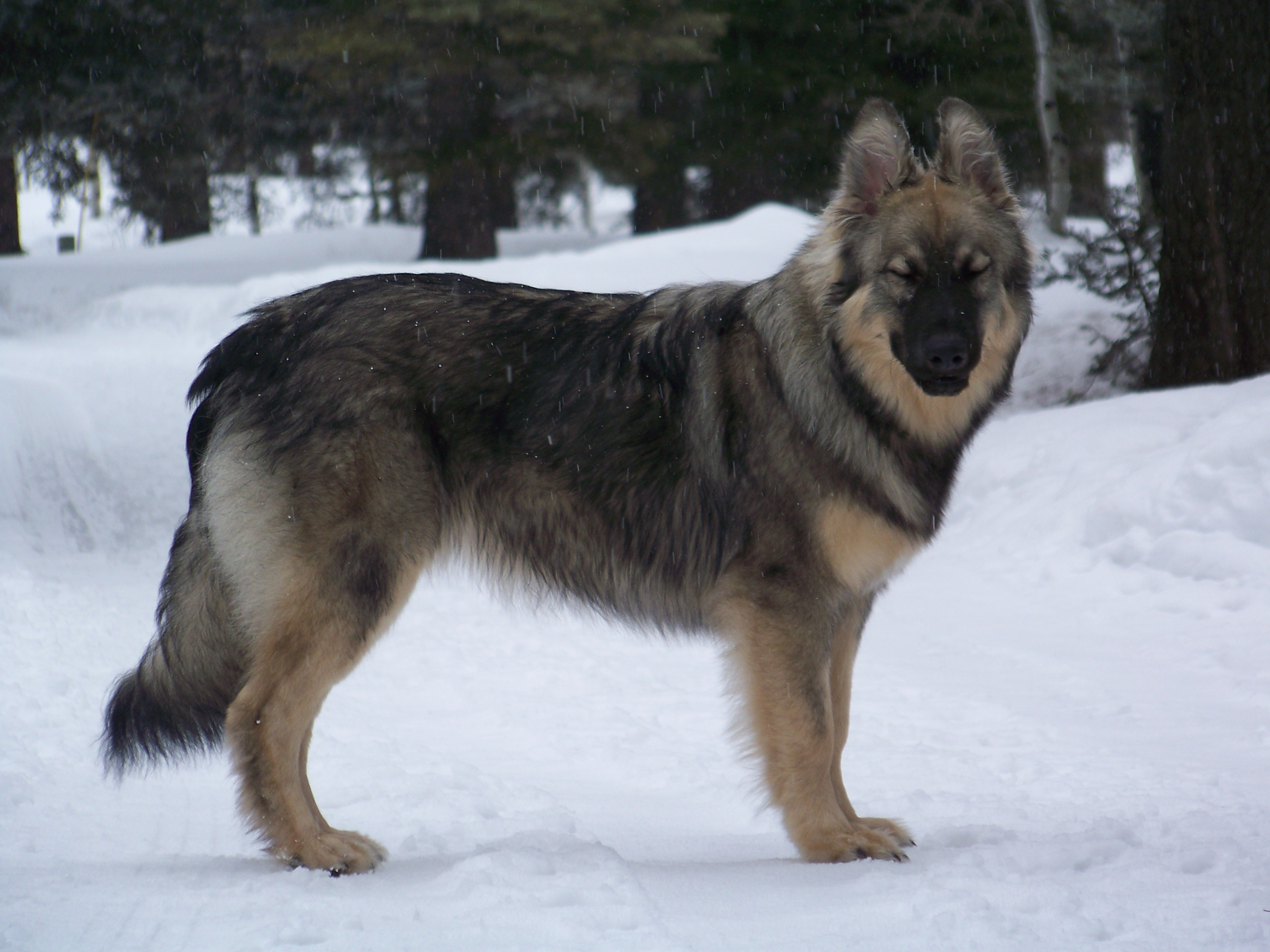
Un American Alsatian Shepalute, photographié dans la neige en janvier 2009.

L'American Alsatian Shepalute est une race de chiens apparue en 1988 aux États-Unis et issue de différents croisements.

## Origines
Cette race de chien est issue de croisements d'Alaskan Malamute, de berger allemand, de chien de montagne des Pyrénées (taille standard) de berger d'Anatolie et de mastiff[réf. nécessaire].
La première génération d'American Alsatian a été reconnue en 1988 aux États-Unis[réf. nécessaire] par le National American Alsatian Club, après vingt ans de sélections dans les élevages.Le but était de recréer un chien qui rappelle le canis dirus (« dire wolf »), en ayant des caractéristiques précises, similaires au canis dirus[réf. nécessaire].

## Utilisation et tempérament
Ce chien est uniquement utilisé comme chien de compagnie, mais il peut être dissuasif à cause de son aspect musclé et puissant. Il s'agit également d'un animal utilisé comme chien de thérapie.
Ce chien est fidèle, tolérant envers la famille, les enfants et les autres animaux. Il est méfiant en restant à distance des étrangers. Ceci se traduit par une mise à distance vis-à-vis de l'étranger, sans pour autant être agressif où craintif. Intelligent et attentif, il est calme tant qu'il peut faire suffisamment d'exercice.

## Santé
Il n'est pas rare que les individus de cette race vivent 13 à 14 ans. Elle ne nécessite pas plus d'exercice que le Berger allemand. Il s'agit d'un chien plutôt lent, une promenade quotidienne dans des parcs peut lui suffire. Il préfère travailler dans le calme, notamment en tant que chien de thérapie.
Il ne nécessite pas beaucoup d'espace, mais ne supporte pas l'extrême chaleur. Il peut s'adapter à de nombreux milieux. En cas d'environnement chaud, pensez à donner à boire aux chiens, en leur offrant des coins d'ombres où ils peuvent se refroidir, pour s'abriter du soleil. Leur pelage est constitué d'une double couche de poils.

## Élevage
Les élevages sont présents uniquement dans certains pays[Lesquels ?].
Les Lois Schwarz ont fondé un programme de croisements pour l'élevage de l'American Asaltian[réf. nécessaire]. La race est reconnue par le National American Alsatian Registry (NASR) et le National American Alsatian Club NAAC[réf. nécessaire].